# Eiskunstlauf-Weltmeisterschaften 1953
Die 44. Eiskunstlauf-Weltmeisterschaften fanden vom 8. bis 15. Februar 1953 in Davos (Schweiz) statt.
In der Herrenkonkurrenz setzte Hayes Alan Jenkins das Erbe seines Landsmanns Richard Button und damit die Dominanz der US-Amerikaner fort, indem er seinen ersten von vier Titeln in Folge gewann. In der Damenkonkurrenz gewann mit Tenley Albright zum ersten Mal eine US-Amerikanerin den Titel.

## Ergebnisse

### Herren
| Platz | Sportler             | Land                   |
| ----- | -------------------- | ---------------------- |
| 1     | Hayes Alan Jenkins   | Vereinigte Staaten     |
| 2     | James Grogan         | Vereinigte Staaten     |
| 3     | Carlo Fassi          | Italien                |
| 4     | Ronald Robertson     | Vereinigte Staaten     |
| 5     | Alain Giletti        | Frankreich             |
| 6     | Dudley Richards      | Vereinigte Staaten     |
| 7     | Peter Firstbrook     | Kanada                 |
| 8     | Peter Dunfield       | Kanada                 |
| 9     | Michael Booker       | Vereinigtes Königreich |
| 10    | Freimut Stein        | BR Deutschland         |
| 11    | Kurt Oppelt          | Österreich             |
| 12    | Hubert Köpfler       | Schweiz                |
| 13    | György Czako         | Ungarn                 |
|       | Claus Loichinger (Z) | BR Deutschland         |

- Z = Zurückgezogen

Punktrichter waren:
- J. D. Greig  Kanada
- Gérard Rodrigues-Henriques  Frankreich
- Adolf Walker  BR Deutschland
- Pamela Davis  Vereinigtes Königreich
- H. Hoyoux  Belgien
- Ercole Cattaneo  Italien
- A. J. Krupy  Vereinigte Staaten
- Hans Meixner  Österreich
- A. Jaisli  Schweiz

### Damen
| Platz | Sportlerin                 | Land                   |
| ----- | -------------------------- | ---------------------- |
| 1     | Tenley Albright            | Vereinigte Staaten     |
| 2     | Gundi Busch                | BR Deutschland         |
| 3     | Valda Osborn               | Vereinigtes Königreich |
| 4     | Carol Heiss                | Vereinigte Staaten     |
| 5     | Suzanne Morrow             | Kanada                 |
| 6     | Vera Smith                 | Kanada                 |
| 7     | Margaret Anne Graham       | Vereinigte Staaten     |
| 8     | Yvonne Sugden              | Belgien                |
| 9     | Erica Batchelor            | Vereinigtes Königreich |
| 10    | Ann Robinson               | Vereinigtes Königreich |
| 11    | Annelies Schilhan          | Österreich             |
| 12    | Mary Kenner                | Kanada                 |
| 13    | Norma Skevington           | Vereinigtes Königreich |
| 14    | Rosi Pettinger             | BR Deutschland         |
| 15    | Doris Zerbe                | Schweiz                |
| 16    | Margaret Dean              | Vereinigte Staaten     |
| 17    | Jolande Jobin              | Schweiz                |
| 18    | Eszter Jurek               | Ungarn                 |
| 19    | Alida Elisabeth Stoppelman | Niederlande            |
|       | Helga Dudzinski (Z)        | BR Deutschland         |

- Z = Zurückgezogen

Punktrichter waren:
- E. Labin  Österreich
- J. D. Greig  Kanada
- Adolf Walker  BR Deutschland
- Mollie Phillips  Vereinigtes Königreich
- Gérard Rodrigues-Henriques  Frankreich
- J. Krupy  Vereinigte Staaten
- A. Jaisli  Schweiz

### Paare
| Platz | Sportler                                | Land                   |
| ----- | --------------------------------------- | ---------------------- |
| 1     | Jennifer Nicks / John Nicks             | Vereinigtes Königreich |
| 2     | Frances Dafoe / Norris Bowden           | Kanada                 |
| 3     | Marianna Nagy / László Nagy             | Ungarn                 |
| 4     | Silvia Grandjean / Michel Grandjean     | Schweiz                |
| 5     | Peri Horn / Raymond Lockwood            | Vereinigtes Königreich |
| 6     | Sissy Schwarz / Kurt Oppelt             | Österreich             |
| 7     | Jean Higson / Robert Hudson             | Vereinigtes Königreich |
| 8     | Éva Szöllősi / Gábor Vida               | Ungarn                 |
| 9     | Eva Neeb / Karl Probst                  | BR Deutschland         |
| 10    | Charlotte Michiels / Gaston von Ghelder | Belgien                |

Punktrichter waren:
- W. Malek  Österreich
- H. Hoyoux  Belgien
- J. D. Greig  Kanada
- Werner Rittberger  BR Deutschland
- P. L. Borrajo  Vereinigtes Königreich
- Elemér Terták  Ungarn
- E. Finsterwald  Schweiz

### Eistanz
| Platz | Sportler                        | Land                   |
| ----- | ------------------------------- | ---------------------- |
| 1     | Jean Westwood / Lawrence Demmy  | Vereinigtes Königreich |
| 2     | Joan Dewhirst / John Slater     | Vereinigtes Königreich |
| 3     | Carol Peters / Daniel Ryan      | Vereinigte Staaten     |
| 4     | Nesta Davies / Paul Thomas      | Vereinigtes Königreich |
| 5     | Virginia Hoyns / Donald Jacoby  | Vereinigte Staaten     |
| 6     | Lydia Boon / Aadrian van Dam    | Niederlande            |
| 7     | Carmel Bodel / Edward Bodel     | Vereinigte Staaten     |
| 8     | Albertina Brown / Nigel Brown   | Schweiz                |
| 9     | Helga Binder / Edwin Fuhrich    | Österreich             |
| 10    | Catharina Odink / Jacobus Odink | Niederlande            |
| 11    | Luzzi Fischer / Rudolf Zorn     | Österreich             |
| 12    | Luise Lehner / Hans Kutschera   | Österreich             |

Punktrichter waren:
- Hans Meixner  Österreich
- A. Voordeckers  Belgien
- Pamela Davis  Vereinigtes Königreich
- E. Finsterwald  Schweiz
- R. Sackett  Vereinigte Staaten

## Medaillenspiegel
| Platz | Land                   | Gold | Silber | Bronze | Gesamt |
| ----- | ---------------------- | ---- | ------ | ------ | ------ |
| 1     | Vereinigte Staaten     | 2    | 1      | 1      | 4      |
| 1     | Vereinigtes Königreich | 2    | 1      | 1      | 4      |
| 4     | BR Deutschland         | –    | 1      | –      | 1      |
| 4     | Kanada                 | –    | 1      | –      | 1      |
| 6     | Italien                | –    | –      | 1      | 1      |
| 6     | Ungarn                 | –    | –      | 1      | 1      |